# Stephan Palla
Stephan Palla (Mauerbach, Austria, 15 de mayo de 1989) es un futbolista austriaco nacionalizado filipino. Juega de defensor y su equipo actual es el Grazer AK de la Regionalliga Mitte.

## Selección
- Ha sido internacional con la Selección de Filipinas en 14 ocasiones sin anotar goles.
- Ha sido internacional con las selecciones Sub-19, Sub-18, Sub-17 de Austria.

## Clubes
| Club                        | País       | Año         | PJ | Goles |
| --------------------------- | ---------- | ----------- | -- | ----- |
| Rapid de Viena              | Austria    | 2008 - 2009 | 2  | 0     |
| FC Lustenau 07              | Austria    | 2009 - 2010 | 10 | 0     |
| FC DAC 1904 Dunajská Streda | Eslovaquia | 2010        | 14 | 0     |
| Admira Wacker Mödling       | Austria    | 2011 - 2013 | 72 | 1     |
| Rapid de Viena              | Austria    | 2013 - 2014 | 7  | 0     |
| Wolfsberger AC              | Austria    | 2014 - 2018 | 92 | 0     |
| SKN St. Pölten              | Austria    | 2018        | 0  | 0     |
| Buriram United              | Tailandia  | 2018 - 2019 | 12 | 0     |
| Grazer AK                   | Austria    | 2020 -      | 0  | 0     |